# Giuseppe Rizzi
Giuseppe Rizzi (Verona, 20 gennaio 1886 – Milano, 29 giugno 1960) è stato un calciatore italiano, di ruolo difensore o centrocampista.

## Carriera

### Club
Nel maggio 1902 partecipa con i rossoneri al torneo calcistico del campionato nazionale di ginnastica. Dopo aver superato il L.R. Vicenza in semifinale, si aggiudica la vittoria ad ex aequo con l'Andrea Doria al termine della finale contro i genovesi, terminata a reti bianche, ed il titolo di campione d'Italia, la Coppa Forza e Coraggio e la Corona di Quercia.
Ha debuttato nella prima squadra rossonera in campionato il 12 febbraio 1905 all'età di 19 anni, e l'anno successivo si laureò campione d'Italia coi rossoneri. Abbandonata la squadra a fine stagione, andò all'Ausonia e vi fece ritorno nel 1910 affermandosi come prolifico realizzatore specialmente nella stagione 1911-1912 che vide il Diavolo perdere il titolo per un punto a vantaggio della Pro Vercelli.
Nel 1913 passò ai rivali cittadini dell'Inter come difensore fino allo scoppiare della prima guerra mondiale, collezionando 20 presenze.

### Nazionale
Ha giocato la prima storica partita della Nazionale italiana, disputata il 15 maggio 1910 all'Arena di Milano contro la Francia, battuta per 6-2.
Con la maglia azzurra vanta 4 presenze con 2 reti.

## Statistiche

### Presenze e reti in Nazionale
| Cronologia completa delle presenze e delle reti in nazionale ― Italia | Cronologia completa delle presenze e delle reti in nazionale ― Italia | Cronologia completa delle presenze e delle reti in nazionale ― Italia | Cronologia completa delle presenze e delle reti in nazionale ― Italia | Cronologia completa delle presenze e delle reti in nazionale ― Italia | Cronologia completa delle presenze e delle reti in nazionale ― Italia | Cronologia completa delle presenze e delle reti in nazionale ― Italia | Cronologia completa delle presenze e delle reti in nazionale ― Italia |
| Data                                                                  | Città                                                                 | In casa                                                               | Risultato                                                             | Ospiti                                                                | Competizione                                                          | Reti                                                                  | Note                                                                  |
| --------------------------------------------------------------------- | --------------------------------------------------------------------- | --------------------------------------------------------------------- | --------------------------------------------------------------------- | --------------------------------------------------------------------- | --------------------------------------------------------------------- | --------------------------------------------------------------------- | --------------------------------------------------------------------- |
| 15-5-1910                                                             | Milano                                                                | Italia                                                                | 6 – 2                                                                 | Francia                                                               | Amichevole                                                            | 1                                                                     |                                                                       |
| 26-5-1910                                                             | Budapest                                                              | Ungheria                                                              | 6 – 1                                                                 | Italia                                                                | Amichevole                                                            | 1                                                                     |                                                                       |
| 9-4-1911                                                              | Saint-Ouen                                                            | Francia                                                               | 2 – 2                                                                 | Italia                                                                | Amichevole                                                            | -                                                                     |                                                                       |
| 12-1-1913                                                             | Saint-Ouen                                                            | Francia                                                               | 1 – 0                                                                 | Italia                                                                | Amichevole                                                            | -                                                                     |                                                                       |
| Totale                                                                |                                                                       | Presenze                                                              | 4                                                                     |                                                                       | Reti                                                                  | 2                                                                     |                                                                       |

## Palmarès

### Calciatore

#### Club

##### Competizioni nazionali
- Campionato italiano: 1

Milan: 1906

##### Altre Competizioni
- Torneo FGNI: 2

Milan: 1902, 1905
- Medaglia del Re: 1

Milan: 1902